# داستان آقای تاد
داستان آقای تاد کتابی است که توسط بئاتریکس پاتر نوشته و مصور شده است و اولین بار توسط فردریک وارن و شرکا در سال ۱۹۱۲ منتشر شد. یک انیمیشن اقتباسی از این داستان در سال ۱۹۹۵ در مجموعه آنتولوژی تلویزیونی بی‌بی‌سی با نام دنیای پیتر خرگوشه و دوستان به نمایش درآمد. پیتر خرگوشه و بنجامین خرگوشه به همراه چندین شخصیت دیگر از کتاب‌های قبلی پاتر از جمله تامی براک، شخصیتی که توسط مایکل شاو خلق شده است، در این فیلم حضور دارند.

## خلاصه داستان

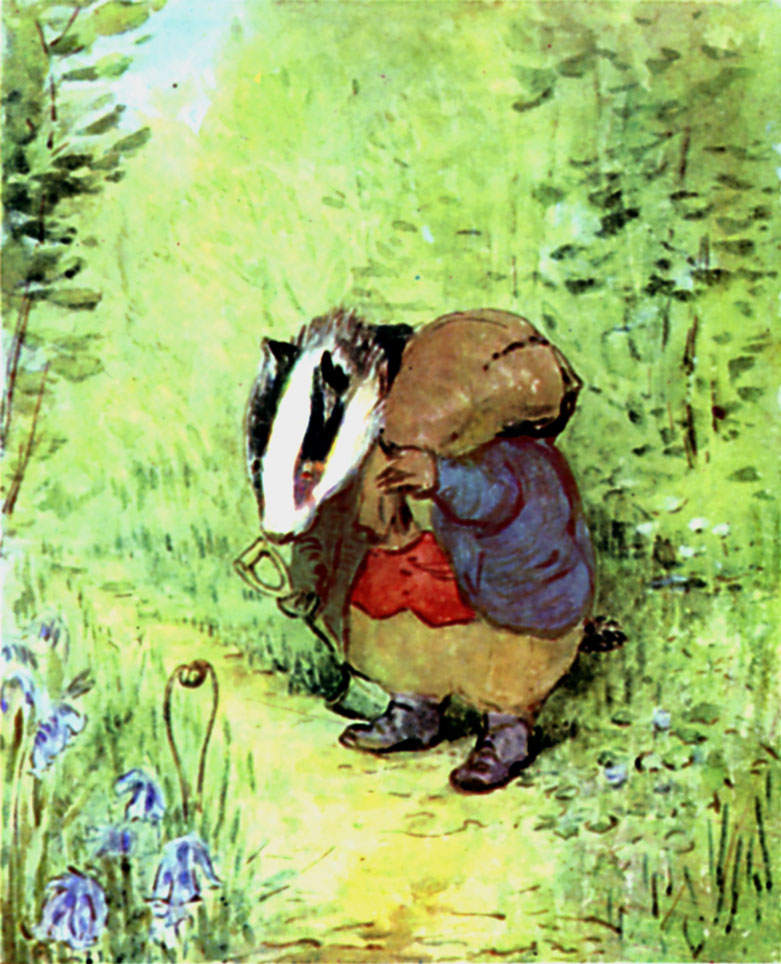
تامی براک گورکن با خرگوش‌های دزدیده شده

آقای تاد، یک روباه، و تامی براک، یک گورکن هستند که هر دو همسایه‌های دردسرساز و «آدم‌های ناسازگار» هستند. آقای تاد صاحب تعدادی خانه است. هر زمان که او از خانه ای به خانه دیگر نقل مکان می‌کند، تامی براک بدون اجازه به خانه خالی نقل مکان می‌کند.
تامی براک از آقای بانسر خرگوشه دیدن می‌کند و سپس نوه‌هایش فلاپسی بانی‌ها را می‌دزدد تا آنها را بپزد و بخورد. پدر آنها، بنجامین خرگوشه، در تعقیب او به راه می‌افتد و او و پسر عمویش پیتر خرگوشه تامی براک تا یکی از خانه‌های آقای تاد تعقیب می‌کنند.

خود آقای تاد به زودی به خانه‌اش برمی‌گردد و از اینکه متوجه می‌شود تامی آن خانه را براک خودش تصاحب کرده و در تختش خوابیده است عصبانی می‌شود. آقای تاد تله ای را برای گورکن درست می‌کند اما تله هیچ تأثیری ندارد چرا که گورکن خودش را به خواب زده و با دیدن تله به سمت آن نمی‌رود. در این میانه بنجامین و پیتز خرگوشه برای فراری دادن بچه خرگوش‌ها دست به کار می‌شوند. 

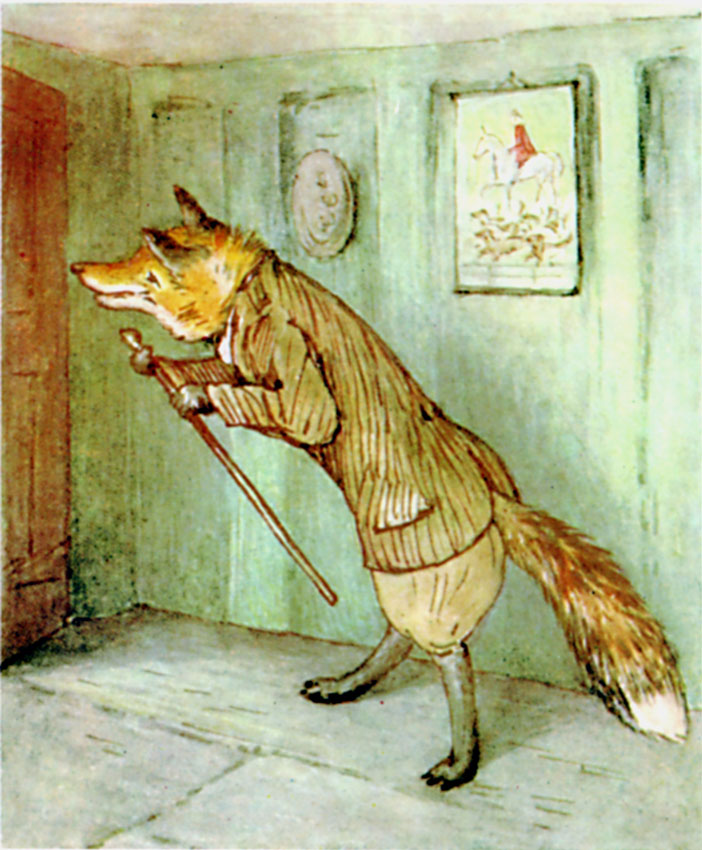
آقای تاد

این کتاب به فرانسیس ویلیام کلارک اختصاص داده شده است که مالک اولوا، جزیره کوچکی در نزدیکی مول، در هبرید داخلی اسکاتلند بود. پاتر یکی از بستگان او بود و گهگاه از جزیره دیدن می‌کرد.
«براک» و «تاد» به‌ترتیب واژه‌هایی در گویش اسکاتس و گویش‌های انگلیسی شمالی هستند که به‌ترتیب برای «گورکن» و «روباه» به کار می‌روند.